# Bruno Lapika Dimomfu
Bruno Lapika Dimomfu, né le 1er août 1951 à Munda dans le territoire de Feshi, district du Kwango dans la province de Bandundu en République démocratique du Congo, est un universitaire et homme politique congolais.

## Carrière universitaire
Professeur d'anthropologie à l'université de Kinshasa, il y exerce les fonctions de chef de département d'anthropologie. Il obtient sa licence d'anthropologie à l'université de Lubumbashi en 1975, sa maitrise en sciences de l’environnement fondation universitaire luxembourgeoise à Arlon en Belgique en 1981, et son doctorat en anthropologie à l'université catholique de Louvain en 1984. Il est auteur de plusieurs publications scientifiques.
Il est secrétaire général académique de l'université de Kinshasa de 1993 à 1996, et directeur titulaire de la chaire Unesco savoirs endogènes et développement en Afrique à l'université de Kinshasa.
Il est également le directeur du CERDAS (centre de coordination, de recherches et de documentation en sciences sociales) desservant l'Afrique Subsaharienne.
En septembre 2021, Bruno Lapika Dimomfu est nommé au poste de Secrétaire Général Administratif de l'université de Kinshasa.

## Politique
À partir de 2001, il est conseiller ministériel chargé de l'éducation internationale au ministère de l'Éducation nationale, et en 2002 il devient directeur de cabinet du ministre de l'Éducation nationale.
Il est député national du Mouvement de libération du Congo durant la transition de 2003 à 2006.
Lors des élections législatives de 2011, il est élu député national de la 2e législature de la 3e République jusqu'en 2018. Il est l'élu de Feshi dans la province du Bandundu,,.
En janvier 2008, Bruno Lapika Dimomfu est nommé mandataire à la société sidérurgique de Maluku (SOSIDER).
À partir de janvier 2014, Bruno Lapika devient secrétaire général de l'Alliance pour le renouveau au Congo, un parti politique qu'il fonde après avoir quitté le mouvement de la libération du Congo de Jean Pierre Bemba. Lors des élections de 2006, l'Alliance pour le Renouveau du Congo, en tant que membre fondateur du regroupement Forces du Renouveau, a obtenu 28 sièges à l'Assemblée nationale et 7 au Sénat.
Les Forces du Renouveau occupent une place importante sur la scène politique congolaise pendant le gouvernement Gizenga 1, obtenant six postes au sein du gouvernement, dont trois ministres et trois vice-ministres. Le regroupement a également décroché le poste de gouverneur de la province du Nord-Kivu avec Julien Paluku Kahongya, premier vice-président de l'assemble nationale et deuxième vice-président du Sénat.
Lors des élections de 2011, l'Alliance pour le Renouveau du Congo a obtenu 16 sièges à l'Assemblée nationale. 

## Publication
- avec Léon Matangila Musadila : Le paradoxe politique : une réalité pour la diversité culturelle au Congo-Kinshasa, L’Harmattan, 2007  (ISBN 9782296030992).